# Sopchoppy
Sopchoppy è una città degli Stati Uniti d'America, situata in Florida, nella Contea di Wakulla.